# Angu (cratère)
Le cratère Angu est un cratère d'impact de 2,08 km de diamètre situé sur Mars dans le quadrangle d'Amenthes. Il a été nommé en référence à la ville d'Angu en République démocratique du Congo.